# Anamefiorinia
Anamefiorinia är ett släkte av insekter. Anamefiorinia ingår i familjen pansarsköldlöss.
Kladogram enligt Catalogue of Life:
| Anamefiorinia | \| \| Anamefiorinia casuarinae \| \| \| \| \| \| Anamefiorinia lidgetti \| \| \| \| |
|               | \| \| Anamefiorinia casuarinae \| \| \| \| \| \| Anamefiorinia lidgetti \| \| \| \| |
|               | Anamefiorinia casuarinae                                                            |
|               |                                                                                     |
|               | Anamefiorinia lidgetti                                                              |
|               |                                                                                     |